# Lucy Maud Montgomery
Lucy Maud Montgomery (Clifton, 1874. november 30. – Toronto, 1942. április 24.) kanadai író, költő, tanár. Leginkább az Anne Shirley-sorozatról ismert, valamint a Váratlan utazás című filmsorozatról, mely az ő A mesélő lány és Az arany út című regényei, illetve az Avonlea-i krónikák 1-2. novelláskötetei átdolgozásából született.

## Élete
Lucy Maud Montgomery 1874. november 30-án született a Prince Edward-sziget Clifton nevű városában, egy kis faházban, Hugh John Montgomery és Clara Woolner MacNeill Montgomery gyermekeként. Maud anyai dédapja tagja volt a Prince Edward-szigeti törvényhozó testületnek, apai nagyapja pedig a Prince Edward-szigeti Parlamentnek volt a tagja több mint három évtizedig. Regényei későbbi főszereplőjét, Anne Shirleyt és környezetét saját magáról, fiatal éveiről és a körülötte levő emberekről mintázta. Anne-hez hasonlóan ő is egy vidéki farmon nőtt fel, idősebb nevelők között.
21 hónapos korában édesanyja tüdővészben elhunyt. Édesapja Prince Albert-be költözött, ezért anyai nagyszüleihez, Alexander és Lucy MacNeillhez került, akik a sziget északi partján fekvő falucskában, Cavendishben laktak. Bár több rokon is élt a közelben, mind jóval idősebbek voltak nála. Játszótárs helyett könyvekkel és képzeletbeli barátnőkkel szórakoztatta magát. Ötéves korában komoly betegségen esett át, hastífuszt kapott, de felépült belőle. Az iskolában nehezen tűrte a többi gyerek ugratásait, piszkálódásait. Problémái voltak a szigorú tanárokkal is. Az egyik tanáráról mintázta Miss Brownellt az Emily of New Moon című művéhez.
Korán írni kezdett, 9 évesen megírta első versét. Ekkor kezdett el naplót vezetni, mely szokását egész életében megtartotta. 12 évesen verset küldött egy amerikai magazinba, és nagyon letört, mikor a magazin visszautasította. A következő évben egy helyi magazinnak küldte el újból a verset, de ők is visszautasították. Ez annyira megviselte, hogy eldöntötte, soha többet nem publikálja egyetlen versét sem.
1890-ben Maud édesapjával nyugatra költözött a kontinensre, és tizenhárom év után újra együtt éltek.
Bár szeretett Prince Albertben élni, 1891-ben honvágya lett. Hiányoztak Cavendish-beli barátai és rokonai, ezért visszaköltözött a Prince Edward-szigetre. Édesapját többet nem látta. A Prince of Wales Főiskolán tanult tíz hónapot, majd tanítónőként dolgozott Bidefordban. A tanítás mellett írt is, cikkeit és történeteit gyakran kiadták. 1895-ben felvették a halifaxi Dalhousie Egyetemre, így folytatta tanulmányait. 1898-ban nagyapja meghalt, s ezért ismét Cavendish-be ment, hogy gondoskodjon nagyanyjáról, aki nem tudott bejárónőt tartani. Nagyanyját haláláig, 1911-ig 13 éven keresztül segítette, ápolta. Cavendishben töltött évei alatt több száz rövid történetet, verset írt.
Szerette a természetet, a tenger látványát, hangjait, az évszakok változását, a vadvirágokat, mezőket, erdei ösvényeket, és különleges képességgel tudta ezt a világot műveiben leírni. Az évek múlásával családra, férjre vágyott. Több udvarlója is akadt, de végül egy presbiteriánus lelkésszel, Ewan MacDonalddal találkozott, akibe ugyan nem volt szerelmes, de tisztelte társadalmi és intellektuális helyzetét. Nagyanyja haláláig nem házasodtak össze, de eljegyezték egymást.
Maud nagyanyja 1911-ben elhunyt, megtartották az esküvőt Ewan MacDonalddal 1911. július 11-én. Az Ontario állambeli Leaskdale-be költöztek, ahol MacDonald tiszteletes lett az új lelkész. Az írónőnek tetszett ugyan Leaskdale, de nem szerette úgy, mint a Prince Edward-szigeti Cavendisht. Maud lelkiismeretes lelkészfeleség volt. Szerepet vállalt a közösség életének irányításában, nevelte két fiukat, Chestert, aki 1912-ben született és Stuartot, aki 1915-ben. A párnak 1914-ben született meg Hugh Alexander nevű fiuk, aki születésekor meghalt. Ez a tragédia inspirálta Anne Shirley első gyermekének halálát, az Anne férjhez megy című regényében.
A lelkészfeleségi teendők mellett nem hanyagolta el az írást sem. Ekkor született az Emily-trilógia is (ami Magyarországon 5 kötetben jelent meg). A család 1926-ban Norvalba, majd Ewan nyugdíjazása után 1935-ben Torontóba költözött. Bár kívülről a MacDonald család boldog és kiegyensúlyozott család képét mutatta, a valóságban más volt a helyzet. Ewan depressziós lett és depressziója Maud életére is kihatott. A 30-as évek végén Maud egészségi állapota egyre romlott. 1937/38 telén egy influenzán, majd egy ideg-összeroppanáson is keresztül ment. 1941 végére állapota annyira leromlott, hogy már olvasni és írni sem tudott. 1942. április 24-én halt meg. Cavendishben, egy kis temetőben helyezték végső nyugalomra.

## Művei
- Anne otthonra talál (Anne of Green Gables, 1908)
- Anne az élet iskolájában (Anne of Avonlea, 1909)
- Kilmeny a gyümölcsöskertben (Kilmeny of the Orchard, 1910)
- A mesélő lány (The Story Girl, 1911)
- Avonlea-i krónikák (Chronicles of Avonlea, 1912)
- Az arany út (The Golden Road, 1913)
- Anne válaszúton (Anne of the Island, 1915)
- Anne férjhez megy (Anne's House of Dreams, 1917)
- Anne és a Szivárvány-völgy (Rainbow Valley, 1919)
- Avonlea-i krónikák 2. (Further Chronicles of Avonlea, 1920)
- Anne gyermekei a háborúban (Rilla of Ingleside, 1921)
- Emily – A tűzpróba és Emily – Barátságok (Emily of New Moon, 1923; az eredetileg egykötetes mű magyarul két kötetben jelent meg)
- Emily – Bagolykacaj és Emily – Forgószél (Emily Climbs, 1925)
- A kék kastély(The Blue Castle, 1926)
- Emily – Szerelmek (Emily's Quest, 1927)
- Magic for Marigold (1929)
- Gubanc (A Tangled Web, 1931)
- Ezüst Erdő úrnője (Pat of Silver Bush, 1933)
- Pat úrnő (Mistress Pat, 1935)
- Anne új vizekre evez (Anne of Windy Poplars, 1936)
- Jane Lantern Hillből (Jane of Lantern Hill, 1937)
- Anne családja körében (Anne of Ingleside, 1939)
- The Road to Yesterday (1974)
- The Watchman & Other Poems (1916)
- Courageous Women (1934)
- Anne karácsonya (Christmas with Anne and Other Holiday Stories, 1995)
- Gleni krónikák (The Blythes are quoted, 2009)

## Magyarul
- Anne otthonra talál; ford. Szűr-Szabó Katalin, Európa, Bp., 1992
- Anne az élet iskolájában; ford. Szűr-Szabó Katalin; Európa, Bp., 1993
  - (Anne Avonlea-ben címen is)
- Váratlan utazás, 1-5.; Fabula, Bp., 1993–1994
- Anne válaszúton; ford. Szűr-Szabó Katalin; Európa, Bp., 1994
  - (Anne a szigetről címen is)
- Anne új vizekre evez; ford. Szűr-Szabó Katalin; Európa, Bp., 1995
- Anne férjhez megy; ford. Szűr-Szabó Katalin; Európa, Bp., 1996
- Anne és a Szivárvány-völgy; ford. Szűr-Szabó Katalin; Európa, Bp., 1997
- Anne családja körében; ford. Szűr-Szabó Katalin; Európa, Bp., 1997
- Anne gyermekei a háborúban; ford. Szűr-Szabó Katalin; Európa, Bp., 1998
- A Mesélő Lány; ford. Gádoros Katalin, Ferencz Győző; Európa, Bp., 1999
- Emily; ford. Loósz Vera; Esély Mozaik, Bp., 1999 (Heted 7 Világ könyvek minden korosztálynak)
  - A tűzpróba
  - Bagolykacaj
  - Barátságok
  - Forgószél
  - Szerelmek
- Az arany út; ford. Gádoros Katalin; Európa, Bp., 2000
- Anne karácsonya. Válogatott novellák; ford. Szűr-Szabó Katalin; Könyvmolyképző, Szeged, 2005
- A kék kastély; ford. Szűr-Szabó Katalin; Könyvmolyképző, Szeged, 2008
- Avonlea-i krónikák; ford. Szűr-Szabó Katalin; Könyvmolyképző, Szeged, 2008
- Avonlea-i krónikák 2.; ford. Szűr-Szabó Katalin; Könyvmolyképző, Szeged, 2010
- Ezüst erdő úrnője; ford. Szűr-Szabó Katalin; Könyvmolyképző, Szeged, 2012
- Pat úrnő; ford. Szűr-Szabó Katalin; Könyvmolyképző, Szeged, 2016
- Gubanc; ford. Szűr-Szabó Katalin; Könyvmolyképző, Szeged, 2017
- Kilmeny a gyümölcsöskertben, ford. Barcza Gerda; Lazi, Szeged, 2023
- Anne a Zöld Oromból, ford. Morcsányi Júlia; Manó Könyvek, Bp., 2023
- Anne Avonlea-ben; ford. Ruff Orsolya; Manó Könyvek, Bp., 2024
  - (Anne az élet iskolájában címen is)
- Gleni krónikák. Anne és a "Hajdanvolt" mesék; ford. Szűr-Szabó Katalin; Lazi, Szeged, 2024
- Anne otthonra talál; ford. Szűr-Szabó Katalin; Lazi, Szeged, 2024
- Anne a szigetről; ford. Ruff Orsolya; Manó Könyvek, Bp., 2024
  - (Anne válaszúton címen is)

- Jane Lantern Hillből; ford. Barcza Gerda; Lazi, Szeged, 2024
- Anne és a Széljárta Fűzfa-lak; ford. Ruff Orsolya; Manó Könyvek, Bp., 2025